# IRMX
iRMX是Intel公司为8080和8086微处理器设计的一款非常典型的实时多任务操作系统，iRMX是Intel Real-time Multitasking eXecutive的缩写，该操作系统由INTEL公司在70年代后期开发，并于1980年面世，以满足市场对8080/8086处理器日益增长的应用需求。
80年代时期，iRMX比较广泛地应用在以8080/8086/80286/80486为中央处理器的嵌入式系统上作为系统的开发编译平台，特别是在当时的程控交换机通信系统开发领域，iRMX几乎成为一个事实上的标准开发平台。
iRMX系统采用INTEL公司的PL/M高级语言及相应的系列编译器，调试器作为开发编译调试环境。